# Copa d'Àfrica de Nacions 1974
El 1974 es disputà la vuitena edició de la Copa d'Àfrica de Futbol a Egipte. Es mantingué el format de l'edició anterior. Zaire fou el campió, després de derrotar Zàmbia, per 2 a 0, al partit de desempat de la final.

## Fase de classificació
Hi participaren aquestes 8 seleccions:
| Equips                | Participacions anteriors          | Millor resultat        |
| --------------------- | --------------------------------- | ---------------------- |
| Congo (vigent campió) | 2 (1968 i 1972)                   | Campions (1972)        |
| Costa d'Ivori         | 3 (1965, 1968 i 1970)             | Tercers (1965 i 1968)  |
| Egipte (anfitrió)     | 5 (1957, 1959, 1962, 1963 i 1970) | Campions (1957 i 1959) |
| Guinea                | 1 (1970)                          | Primera ronda (1970)   |
| Maurici               | Debutants                         | Debutants              |
| Uganda                | 2 (1962 i 1968)                   | Quarts (1962)          |
| Zaire                 | 4 (1965, 1968, 1970 i 1972)       | Campions (1968)        |
| Zàmbia                | Debutants                         | Debutants              |

## Seus
| El Caire                       | El CaireAlexandriaEl-MahallaDamanhūr | Alexandria             |
| ------------------------------ | ------------------------------------ | ---------------------- |
| Estadi Internacional del Caire | El CaireAlexandriaEl-MahallaDamanhūr | Estadi d'Alexandria    |
|                                | El CaireAlexandriaEl-MahallaDamanhūr |                        |
| Capacitat: 95.000              | El CaireAlexandriaEl-MahallaDamanhūr | Capacitat: 13.660      |
| Al-Mahalla al-Kubra            | El CaireAlexandriaEl-MahallaDamanhūr | Damanhūr               |
| Estadi d'Al-Mahalla            | El CaireAlexandriaEl-MahallaDamanhūr | Estadi Ala'ab Damanhūr |
|                                | El CaireAlexandriaEl-MahallaDamanhūr |                        |
| Capacitat: 29.000              | El CaireAlexandriaEl-MahallaDamanhūr | Capacitat: 8.000       |

## Competició

### Primera fase

#### Grup A
| Pos | Equip         | PJ | PG | PE | PP | GF | GC | DG | Pts | Classificació  |
| --- | ------------- | -- | -- | -- | -- | -- | -- | -- | --- | -------------- |
| 1   | Egipte (H)    | 3  | 3  | 0  | 0  | 7  | 2  | +5 | 6   | Semi-finalista |
| 2   | Zàmbia        | 3  | 2  | 0  | 1  | 3  | 3  | 0  | 4   | Semi-finalista |
| 3   | Uganda        | 3  | 0  | 1  | 2  | 3  | 5  | −2 | 1   |                |
| 4   | Costa d'Ivori | 3  | 0  | 1  | 2  | 2  | 5  | −3 | 1   |                |

| Egipte                      | 2–1 | Uganda     |
| --------------------------- | --- | ---------- |
| Abo Greisha 6' · Khalil 52' |     | Mubiru 28' |

| Zàmbia    | 1–0 | Costa d'Ivori |
| --------- | --- | ------------- |
| Kaushi 2' |     |               |

| Egipte                                      | 3–1 | Zàmbia      |
| ------------------------------------------- | --- | ----------- |
| Abdel Azim 4' · Basri 18' · Abo Greisha 52' |     | Chitalu 10' |

| Costa d'Ivori   | 2–2 | Uganda          |
| --------------- | --- | --------------- |
| Kouman 37', 78' |     | Mubiru 53', 60' |

| Egipte                    | 2–0 | Costa d'Ivori |
| ------------------------- | --- | ------------- |
| El-Shazly 1' · Khalil 44' |     |               |

 Estadi Internacional del Caire, El Caire
| Zàmbia | 1–0 | Uganda |
| ------ | --- | ------ |
| Kapita |     |        |

 Estadi d'Al-Mahalla, Al-Mahalla al-Kubra

#### Grup B
| Pos | Equip   | PJ | PG | PE | PP | GF | GC | DG | Pts | Classificació  |
| --- | ------- | -- | -- | -- | -- | -- | -- | -- | --- | -------------- |
| 1   | Congo   | 3  | 2  | 1  | 0  | 5  | 2  | +3 | 5   | Semi-finalista |
| 2   | Zaire   | 3  | 2  | 0  | 1  | 7  | 4  | +3 | 4   | Semi-finalista |
| 3   | Guinea  | 3  | 1  | 1  | 1  | 4  | 4  | 0  | 3   |                |
| 4   | Maurici | 3  | 0  | 0  | 3  | 2  | 8  | −6 | 0   |                |

| Zaire            | 2–1 | Guinea       |
| ---------------- | --- | ------------ |
| Mulamba 18', 65' |     | B. Sylla 25' |

| Congo           | 2–0 | Maurici |
| --------------- | --- | ------- |
| Moukila · Lakou |     |         |

 Estadi d'Alexandria, Alexandria
| Guinea            | 2–1 | Maurici    |
| ----------------- | --- | ---------- |
| M. Sylla 52', 64' |     | Imbert 88' |

| Congo                  | 2–1 | Zaire       |
| ---------------------- | --- | ----------- |
| M'Bono 70' · Minga 81' |     | Mayanga 25' |

| Congo      | 1–1 | Guinea            |
| ---------- | --- | ----------------- |
| Ndomba 65' |     | Edenté 60' (pen.) |

 Estadi d'Alexandria, Alexandria
| Zaire                                      | 4–1 | Maurici    |
| ------------------------------------------ | --- | ---------- |
| Mulamba 15' · Mayanga 19', 76' · Etepé 38' |     | Imbert 61' |

### Eliminatòries
|  | Semifinals          | Semifinals |                         |       | Final | Final |
|  |                     |            |                         |       |       |       |
|  | 9 març – El Caire   |            |                         |       |       |       |
|  |                     |            |                         |       |       |       |
|  | Egipte              | 2          |                         |       |       |       |
|  | Egipte              | 2          | 12 i 14 març – El Caire |       |       |       |
|  | Zaire               | 3          |                         |       |       |       |
|  | Zaire               | 3          | Zaire (desemp.)         | 2 (2) |       |       |
|  | 9 març – Alexandria |            | Zaire (desemp.)         | 2 (2) |       |       |
|  |                     | Zàmbia     | 2 (0)                   |       |       |       |
|  | Congo               | Zàmbia     | 2 (0)                   | 2     |       |       |
|  | Congo               |            |                         | 2     |       |       |
|  | Zàmbia (pr.)        | 4          |                         |       |       |       |
|  | Zàmbia (pr.)        | 4          | Tercer lloc             |       |       |       |
|  |                     |            |                         |       |       |       |
|  | 11 març – El Caire  |            |                         |       |       |       |
|  |                     |            |                         |       |       |       |
|  | Egipte              | 4          |                         |       |       |       |
|  | Egipte              | 4          |                         |       |       |       |
|  | Congo               | 0          |                         |       |       |       |

#### Semifinals
| Egipte                             | 2–3 | Zaire                           |
| ---------------------------------- | --- | ------------------------------- |
| Mwepu 41' (p.p.) · Abo Greisha 54' |     | Mulamba 55', 72' · Mantantu 61' |

| Congo                   | 2–4 (pr.) | Zàmbia                                |
| ----------------------- | --------- | ------------------------------------- |
| M'Pelé 76' · Mbouta 81' |           | Mapulanga 49' · Chanda 70', 97', 111' |

#### 3r i 4t lloc
| Congo | 0–4 | Egipte                                        |
| ----- | --- | --------------------------------------------- |
|       |     | Abdou 5' · Shehata 18', 80' · Abo Greisha 62' |

#### Final
| Zaire             | 2–2 (pr.) | Zàmbia                      |
| ----------------- | --------- | --------------------------- |
| Mulamba 65', 117' |           | Kaushi 40' · Sinyangwe 120' |

Partit de desempat
| Zaire            | 2–0 | Zàmbia |
| ---------------- | --- | ------ |
| Mulamba 30', 76' |     |        |

## Campió
| Guanyador de Copa d'Àfrica 1974 |
| ------------------------------- |
| · Zaire · Segon títol           |

## Golejadors
9 gols
- Ndaye Mulamba

4 gols
- Ali Abo Greisha

3 gols
- Stanley Mubiru
- Mayanga Maku
- Bernard Chanda

2 gols
- Jacques Ndomba
- Ali Khalil
- Simon Kaushi
- Hassan Shehata
- Morciré Sylla
- Kobinan Kouman
- Daniel Imbert

1 gol
- Sebastien Lakou
- Jean-Michel M'Bono
- Noël Minga
- Paul Moukila
- François M'Pelé
- Gamal Abdel Azim
- Hassan El-Shazly
- Moustafa Abdou
- Taha Basry
- Bengally Sylla
- Kakoko Etepé
- Joseph Mapulanga
- Edenté
- Kidumu Mantantu
- Godfrey Chitalu
- Obby Kapita
- Brighton Sinyangwe

En pròpia porta
- Ilunga Mwepu (contra Egipte)

## Equip ideal de la CAF
Porter
- Kazadi Mwamba

Defenses
- Gabriel Dengaki
- Dick Chama
- Lobilo Boba
- Hany Moustafa

Mitjos
- Ndaye Mulamba
- Farouk Gaafar
- Hassan Shehata
- Mayanga Maku

Davanters
- Kakoko Etepé
- Ali Abo Greisha